# Gnathophis habenatus
Gnathophis habenatus är en fiskart som först beskrevs av Richardson, 1848.  Gnathophis habenatus ingår i släktet Gnathophis och familjen havsålar. Inga underarter finns listade i Catalogue of Life.